# Spülfeld

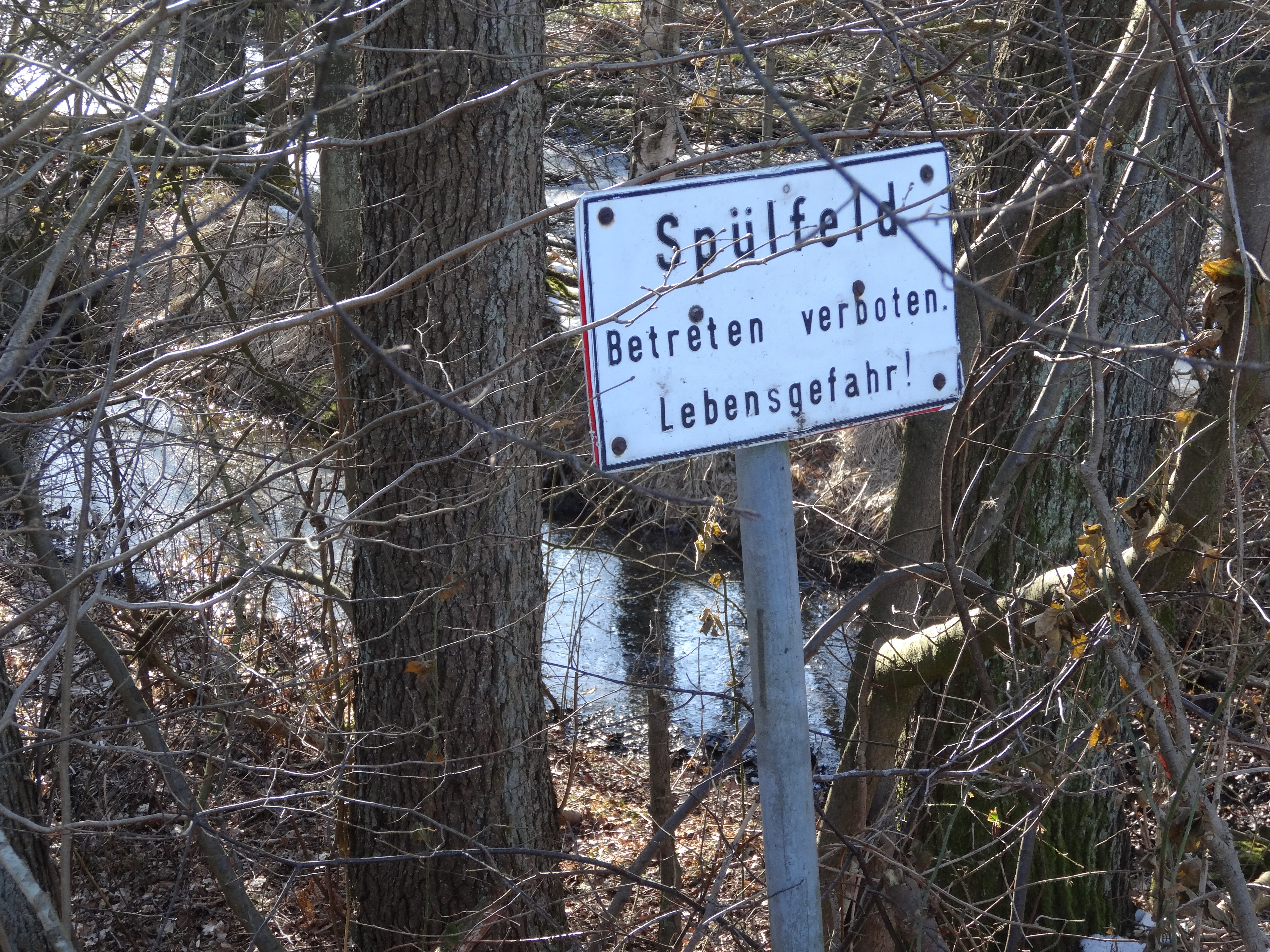
Spülfeld neben den Rieselfeldern in Hohenlockstedt

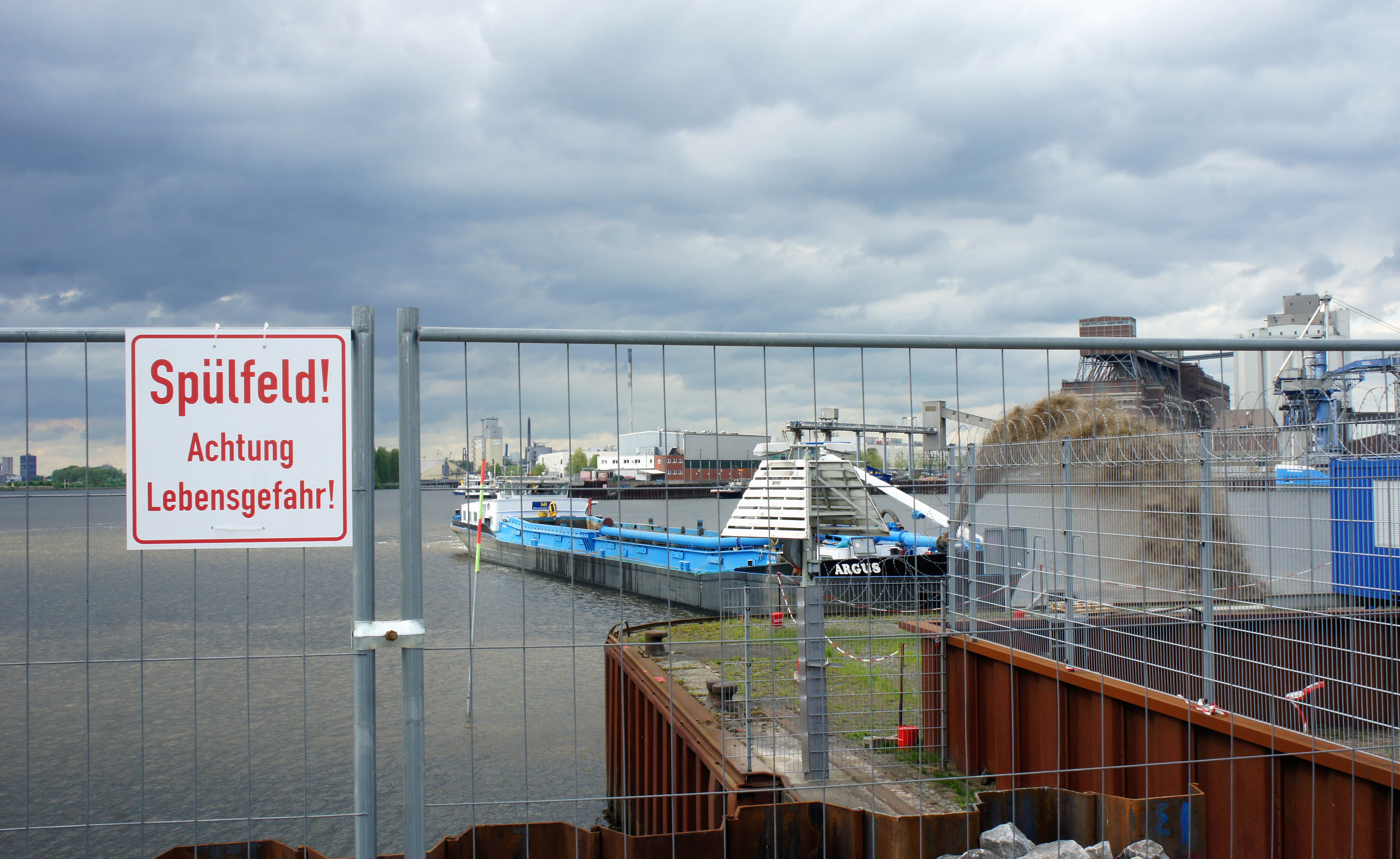
Saugbagger "Argus" am Spülfeld "Waller Sand" in Bremen (2018)

Ein Spülfeld ist ein Feld zur Ablagerung eingespülter Sedimente. Der häufigste Zweck ist die Lagerung von Baggeraushub, der zum Beispiel beim Ausbaggern von Flüssen anfällt, oder auch von Meeresboden, der zur Erhaltung von Küstenfahrwassern wie dem Jadebusen abgesaugt wird. Der ausgebaggerte Schlamm, der zum größten Teil aus Wasser besteht, wird über Spülrohre in das Spülfeld gepumpt. Die festen Bestandteile lagern sich im Spülfeld ab, das Wasser fließt ab. Daher muss ein Spülfeld einerseits einen effektiven Ablauf haben, andererseits darf dabei keine starke Strömung entstehen, die die Sedimente wieder hinaustrüge.
Volle Spülfelder können, sobald sie trockengefallen sind, zum Beispiel als landwirtschaftliche Fläche oder sogar als Baugrund genutzt werden. Ebenso kann der aufgespülte Sand privatwirtschaftlich als Bausand abgebaut und verkauft werden. Hierbei ist zum einen zu beachten, ob der Boden für eine Bearbeitung ausreichend fest und gleichmäßig ist. Zum anderen ist eine eventuelle Schadstoffbelastung zu prüfen, denn je nach Herkunft des Spülschlamms ist eine Kontamination möglich.
Beim Bau moderner Sandkerndeiche werden ebenfalls Spülfelder angelegt. Der alte Deich wird aufgeschlitzt, und aus dem Kleiboden werden zwei Spüldeiche errichtet. Anschließend wird Sand in das so hergestellte Spülfeld eingespült und mit Planierraupen zum Sandkern profiliert. Der Klei der Spüldeiche wird dann mit Baggern über den Sandkern gedeckt, um die Wasserdichtigkeit des neuen Bauwerks sicherzustellen.
Als Spülfelder bezeichnet man ebenfalls Gebiete, in denen zum Zweck der Landgewinnung oder -erhaltung gezielt Boden abgelagert wird. So müssen im Zuge des Baus des Jade-Weser-Ports rund 45 Millionen m³ Sand aufgespült werden. Im Voslapper Groden in Wilhelmshaven findet man ein großes Spülfeld, das auf genau so gewonnenem Land errichtet ist. Dieses schützt den einzigen deutschen Tiefwasserhafen in Wilhelmshaven vor der Versandung. Der dabei gewonnene Sand wird zurzeit noch privatwirtschaftlich genutzt.
Bei Peenemünde befinden sich eine Reihe von Spülfeldern.
Bekannt wurde das aus belastetem Material aufgespülte Spülfeld Altenwerder, das an der Stelle des ehemaligen Dorfes Altenwerder angelegt wurde, um Erweiterungsfläche für das Containerterminal Altenwerder im Hamburger Hafen zu schaffen. Joseph Beuys plante 1983 eine Bepflanzung als Kunstprojekt Gesamtkunstwerk Freie und Hansestadt Hamburg, das allerdings nicht realisiert wurde.